# Première circonscription de la préfecture de Yamanashi
La première circonscription de la préfecture de Yamanashi (山梨県第1区, Yamanashi-ken dai-ikku) est l'une des deux circonscriptions législatives que compte la préfecture de Yamanashi au Japon.

## Description géographique
Entre 1994 et 2013, la première circonscription de la préfecture de Yamanashi comprenait les villes de Kōfu, Enzan (ja) et Yamanashi et le district de Higashiyamanashi (ja).
Depuis 2013, elle regroupe les villes de Kōfu, Nirasaki, Minami-Alps, Hokuto, Kai et Chūō et les districts de Nishiyatsushiro, Minamikoma et Nakakoma,.

## Députés
| Législature | Début de mandat | Fin de mandat | Député élu              | Parti politique | Parti politique |
| ----------- | --------------- | ------------- | ----------------------- | --------------- | --------------- |
| 41e         | 1996            | 2000          | Eiichi Nakao (ja)       |                 | PLD             |
| 42e         | 2000            | 2003          | Sakihito Ozawa          |                 | PDJ             |
| 43e         | 2003            | 2005          | Sakihito Ozawa          |                 | PDJ             |
| 44e         | 2005            | 2009          | Sakihito Ozawa          |                 | PDJ             |
| 45e         | 2009            | 2012          | Sakihito Ozawa          |                 | PDJ             |
| 46e         | 2012            | 2014          | Noriko Miyagawa         |                 | PLD             |
| 47e         | 2014            | 2017          | Katsuhito Nakajima (ja) |                 | PDJ             |
| 48e         | 2017            | 2021          | Katsuhito Nakajima (ja) |                 | SE              |
| 49e         | 2021            | 2024          | Shin'ichi Nakatani (ja) |                 | PLD             |
| 50e         | 2024            | -             | Katsuhito Nakajima      |                 | PDC             |